# دی سنتر
دی سنتر (انگلیسی: The Center) ساختمان اداری ۷۳ طبقه مستقر در هنگ کنگ است، که در سال ۱۹۹۸ احداث گردید. 